# 富士薬品
株式会社富士薬品（ふじやくひん、英: FUJI YAKUHIN CO., LTD.）は、配置薬の販売や医療用医薬品の販売、調剤薬局・ドラッグストアを経営する日本の企業。ドラッグストア事業は関東地方を中心に「ドラッグセイムス」の名称で店舗展開しているほか、調剤薬局も運営している。
創業地・富山市での配置薬事業が起源で、日本全国に営業所を設置して配置薬の販売を行っており、配置薬の分野では業界1位である。自社の富山工場でプライベートブランド（配置薬・セイムス等で販売）の一般用医薬品を中心とした製品生産も行っており、風邪薬「ジキナ」、ビタミンB2・ビタミンB6製剤「セイムビタン」が主な製品である。近年では医療用医薬品の研究開発や製造販売も行う。

## 沿革
- 1930年2月 - 富山県富山市で創業。

ドラッグセイムスのロゴ

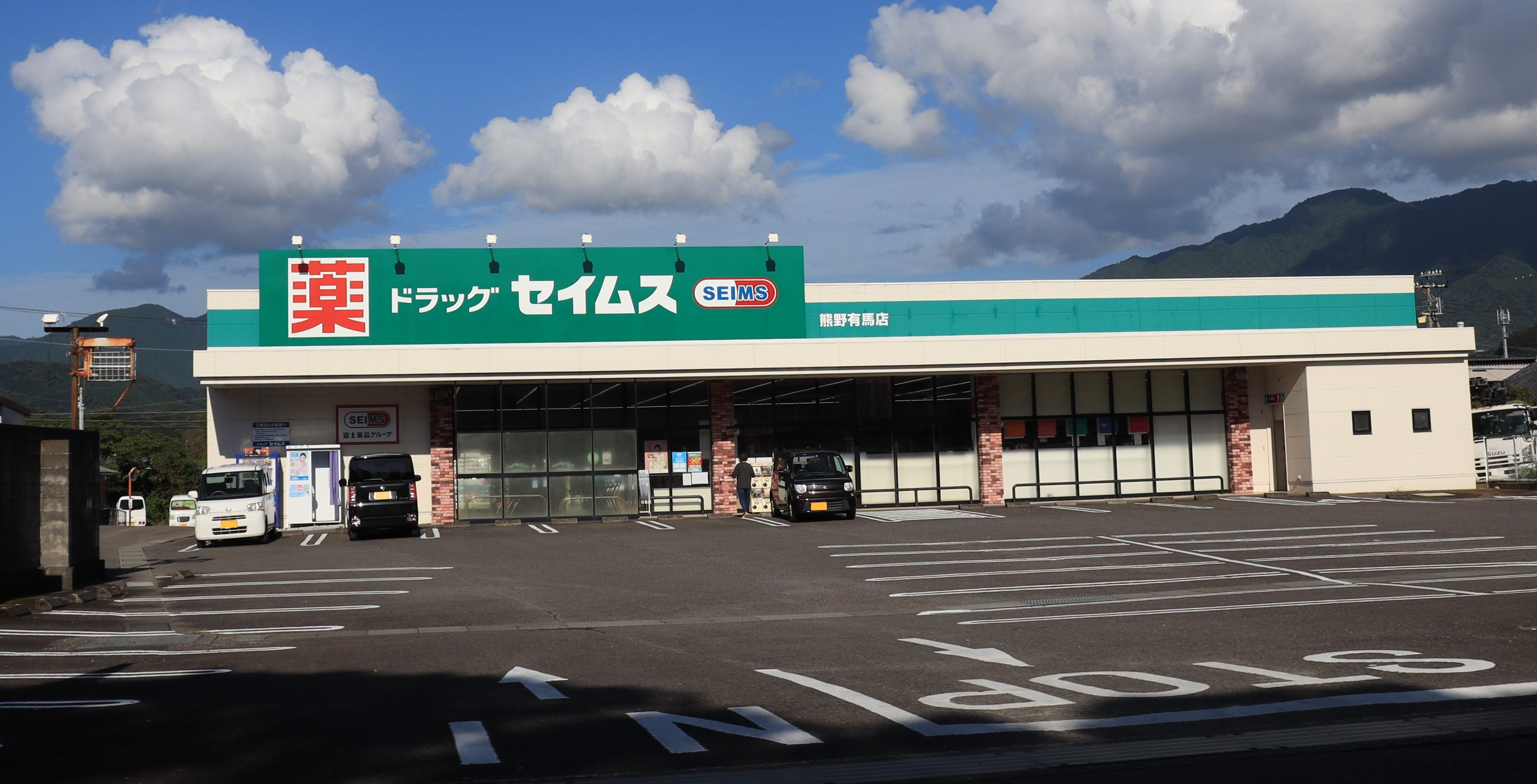
熊野有馬店（三重県熊野市）

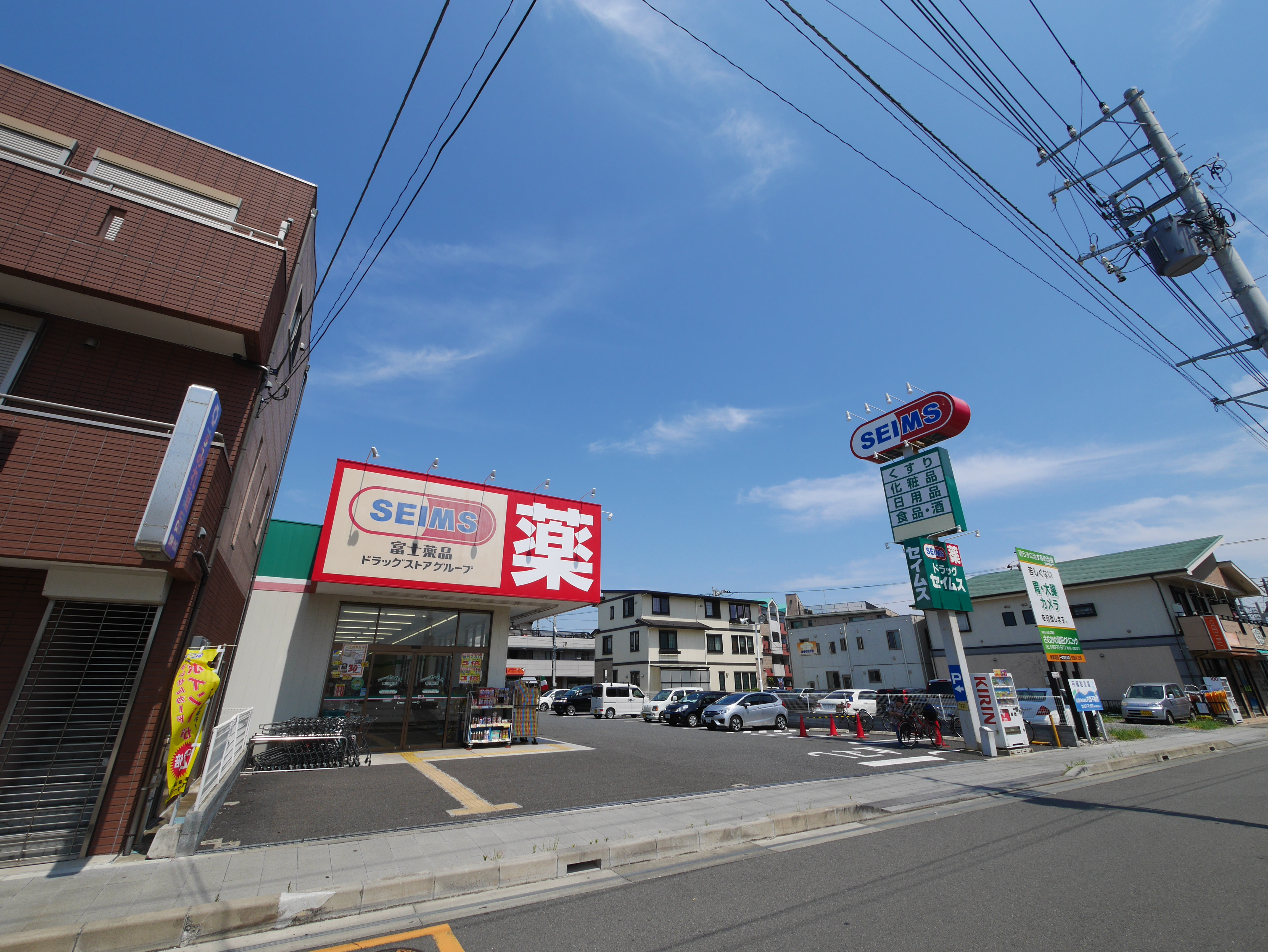
寒川駅前店（神奈川県高座郡寒川町）

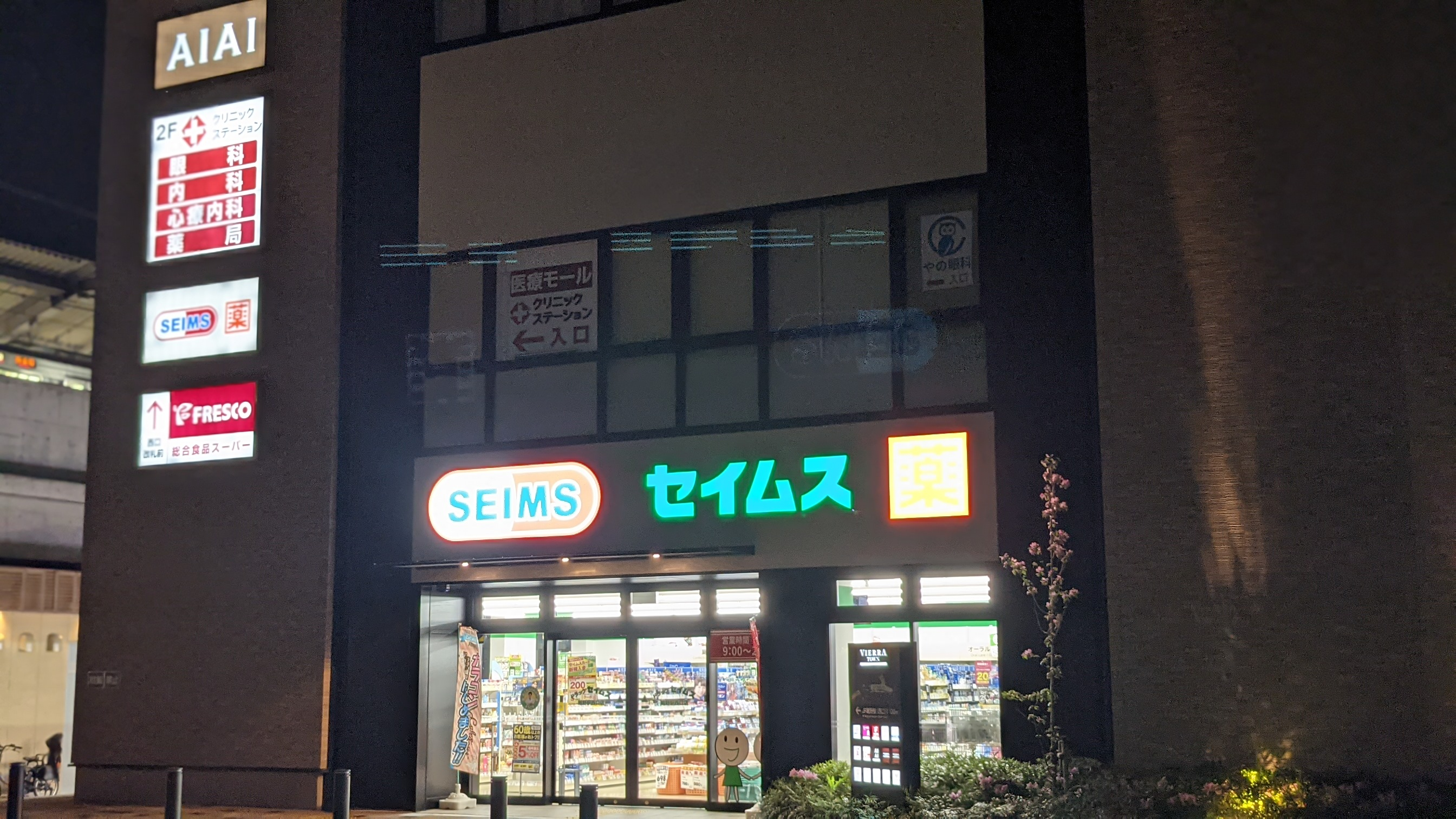
鴫野駅西口店（大阪府大阪市城東区）

- 1954年4月 - 有限会社高柳薬品商会を現在の埼玉県さいたま市に設立。
- 1963年
  - 10月 - 群馬県前橋市に営業所を新設。
  - 11月 - 有限会社富士薬品に商号変更。
- 1969年5月 - 株式会社に組織変更。
- 1982年1月 - 本社を現在地（当時は埼玉県大宮市）に移転。
- 1991年8月 - 医療用医薬品の研究開発を目的に研究所を開設。
- 1992年3月 - ドラッグストア事業の展開を開始。
- 2001年5月 - 大宮アルディージャのメディカル・サプライヤーとなる。
- 2013年
  - 5月 - 株式会社オストジャパングループを完全子会社化。
  - 9月 - 自社開発の医療用医薬品「トピロリック錠」を新発売。
- 2014年
  - 3月 - 株式会社ユタカファーマシーの全株式を取得。
  - 7月 - 株式会社エスロードの株式の91%を取得し子会社化。
  - 9月 -「トピロリック錠」の長期処方を開始。
  - 10月 - 株式会社関東セイムスを吸収合併。
- 2015年10月 - 株式会社パナケイア製薬新工場完成。
- 2016年5月 - 株式会社エスロードは株式会社東北セイムスと合併し解散。
- 2017年
  - 2月 - 株式会社救命堂の全株式を取得。
  - 6月 - 株式会社日栄が、株式会社保健科学グループ本社の子会社が有する調剤薬局事業を承継及び譲受。
- 2018年
  - 3月 - 株式会社日栄が、株式会社TBCの調剤薬局事業を吸収分割により承継。
  - 4月 - 株式会社救命堂が、株式会社九州セイムスに吸収合併され解散。
- 2019年
  - 3月 - 株式会社東北セイムスが、株式会社モリキに吸収合併され解散。
  - 3月 - 株式会社あみはま薬局の全株式を取得。
- 2020年
  - 3月 - 株式会社スマイルドラッグの権利義務を富士薬品が承継し、スマイルドラッグは解散した[2]。
  - 4月 - 本部を大宮からKANDA SQUAREの東京本部に移転。
  - 5月 - 高尿酸血症治療剤「ユリス錠」発売開始。
- 2021年
  - 4月 - 株式会社日栄の権利義務を富士薬品とモリキが承継し、日栄は解散[3]。
  - 5月 - 大宮アルディージャVENTUSとトップパートナー契約を締結[4]。
- 2024年5月 - 楽天ペイメント株式会社と提携して、セイムスなどの富士薬品が運営しているドラッグストアにおいて、楽天ポイントカードを導入[5]。

## グループ会社

### ドラッグストア・調剤薬局
1997年からは、ドラッグストア店舗を拡大させる戦略をとっている。下記関連会社以外が経営する「ドラッグセイムス」「ジャストドラッグ」「シバタ薬品」「ヘルシードラッグポッポちゃん」「ドラッグストアスマイル」（主に関東地方）は富士薬品の直営である。直営店舗は基本的に「ドラッグセイムス」の屋号を用いているが、各地の同業他社を買収した場合は買収前の屋号をそのまま用いる場合や、「セイムス」に変える場合など統一はされていない。
2022年3月現在、ドラッグストアグループで日本全国1,372店舗。青森県・石川県・島根県・佐賀県・長崎県・沖縄県には店舗がない。店舗の詳細は、富士薬品公式サイト「ドラッグストア店舗検索」を参照。
- 株式会社オストジャパングループ

完全子会社。北海道にて調剤薬局、ドラッグストア、介護施設を経営する。以前は札幌証券取引所アンビシャス上場。株式公開買付けといわゆる二段階買収により完全子会社化。
- 株式会社五十嵐薬品
- 株式会社モリキ

完全子会社。東北・甲信越・北陸地区にて展開。ドラッグストアは「ドラッグセイムス」または「アメリカンドラッグ」（長野・新潟のみ）、調剤薬局は「象山堂薬局」「モリキ薬局」などいくつかの屋号にて展開する。その他雑貨店も展開。かつては北海道にも展開していたが、2014年10月株式会社オストジャパングループに譲渡。東北セイムスを2019年3月合併した。
- 株式会社東海セイムス

完全子会社。東海・近畿地区にて「ドラッグセイムス」「ドラッグモリヤマ」「ドラッグストアキリン」の屋号にて展開。
- 株式会社ユタカファーマシー

完全子会社。東海・近畿地区にて「ドラッグユタカ」の屋号にて展開。
- 株式会社西日本セイムス

完全子会社。四国、岡山、広島にて展開。笹岡薬品、ドラッグライオンを統合。「ドラッグセイムス」「ドラッグササオカ」の屋号にて展開。
- 株式会社あみはま薬局

完全子会社。鳥取県にて展開。「ドラッグストア エース」の屋号にて展開。
- 株式会社九州セイムス

完全子会社。九州、山口にて「ドラッグセイムス」「ドラッグストアコスモ21」「ドラッグノザキ」「くすりの救命堂」の屋号にて展開。

### 製造
- 東和製薬株式会社 - ジェネリック医薬品メーカー（同業他社の東和薬品とは無関係）。
- 株式会社パナケイア製薬 - 共栄製薬工業がパナケイア製薬（旧商号高岡中外製薬）を合併し商号変更。

### 配置販売事業
- 株式会社コスモ薬品
- 株式会社千葉富士薬品
- 株式会社内山薬品商会
- 株式会社富士薬品販売
- 株式会社広田薬品販売
- 株式会社JC薬品販売

### その他
- 株式会社富士薬品ユニバーサルネット - 特例子会社。
- 株式会社新生オリエックス社 - 完全子会社。ボランタリーチェーンの「オリエックスチェーン」の展開。

### 過去のグループ会社
- 協和商事株式会社
近畿地区・首都圏地区にて「オーエスドラッグ」の屋号にてドラッグストアを展開。2003年に富士薬品が株式75%を取得し子会社化して以降も独自路線を貫いていたが、2023年12月に富士薬品が保有する株式を協和商事の自己株式取得に応じてに譲渡し、富士薬品グループから離脱した[6]。

## 研究拠点
- 第一研究所（埼玉）
- 第二研究所（埼玉）

## 配置薬営業所
2022年8月現在、全国262営業所。

### 北海道
- 旭川稚内（旭川・稚内・紋別・名寄）
- 滝川富良野（帯広・岩見沢・滝川・富良野）
- 道東（釧路・北見・中標津）
- 道南（函館・苫小牧・室蘭・八雲・静内）
- 札幌（札幌 - 厚別区・札幌西 - 手稲区・札幌南 - 豊平区・小樽・千歳・札幌東）

### 東北
- 青森（青森・弘前・八戸・むつ）
- 岩手（北上・宮古・盛岡）
- 仙台（仙台 - 名取市・仙台東 - 宮城野区・仙台泉・仙台青葉）
- 宮城北（古川・気仙沼・石巻）
- 秋田（秋田・横手・秋田北 - 潟上市）
- 山形（山形・鶴岡・新庄・米沢・南陽）

### 関東北
- 福島北（福島・伊達-桑折町）
- 会津白河（会津 - 会津若松市・郡山・白河）
- いわき（いわき - 平下神谷・小名浜 - 泉町滝尻）
- 水戸（水戸・高萩・ひたちなか - 那珂市・鹿嶋）
- 土浦（つくば・土浦・藤代・下妻）
- 栃木（宇都宮・小山・黒磯・佐野・日光）

### 関東中央
- 浦和（草加 - 八潮市・川口・越谷・浦和-桜区）
- 大宮（大宮 - 三橋・幸手・北本・大宮東 - セイムス宮原店内）
- 熊谷（熊谷・秩父・羽生・本庄）
- 日高（日高・所沢・東松山）
- 成田（成田 - 芝山町・茂原・銚子）
- 房総（君津・市原・館山）
- 浦安千葉（千葉 - セイムス星久喜店・船橋・流山・浦安）

### 関東南
- 日野（日野・青梅・多摩）
- 練馬（練馬・調布・東村山・板橋）
- 目黒（目黒・江東・品川 - 大田区・足立）
- 横浜（横浜 - 緑区・横須賀・横浜南 - 磯子区・京浜川崎 - 川崎区）
- 神奈川西（平塚・横浜西 - 泉区・相模原・座間・秦野）
- 静岡（三島 - 函南町・静岡・富士・下田 - 河津町）
- 浜松（掛川・浜松・藤枝）

### 甲信越
- 高崎沼田（渋川・高崎・沼田）
- 前橋太田（前橋・太田・桐生 - セイムス提町店）
- 長岡（長岡・三条・新潟西 - 西区）
- 新潟（新潟 - 東区・新発田・佐渡）
- 上越（上越・糸魚川・十日町・柏崎）
- 山梨（甲府・富士吉田 - 都留市・甲府北 - 甲斐市）
- 上田佐久（上田・佐久）
- 長野（長野・長野南 - 千曲市・中野）
- 飯田松本（飯田・松本・伊那 - 南箕輪村・諏訪）

### 東海北陸
- 富山（富山・高岡・滑川・砺波）
- 石川（鶴来 - 白山市・七尾・輪島・金沢・加賀）
- 福井（福井・敦賀・鯖江・大野）
- 岐阜高山（岐阜・高山）
- 中津川土岐（中津川・美濃）
- 名古屋（名古屋 - 港区・小牧・一宮）
- 豊橋（豊橋・岡崎・半田）
- 四日市（四日市・伊賀上野・鈴鹿）
- 松阪（松阪・伊勢・鳥羽）

### 関西
- 滋賀（長浜・大津 - 栗東市・西大津）
- 京都（京都-八幡市・京都北）
- 福知山（福知山・亀岡・舞鶴）
- 大阪（岸和田・大阪東・豊中・門真 - 大東市・高槻）
- 神戸（神戸・淡路 - 洲本市・三田・西宮）
- 姫路（姫路・豊岡）
- 奈良（奈良 - 広陵町・奈良北）
- 和歌山（田辺・新宮・有田）

### 四国
- 徳島（徳島・阿南）
- 香川（高松・丸亀）
- 愛媛（松山・宇和島・新居浜・今治）
- 高知（高知・高知東・須崎・四万十）

### 中国
- 鳥取（米子・鳥取・倉吉）
- 島根（浜田・出雲・松江）
- 岡山（岡山 - 岡山市今・倉敷・津山・東岡山 - 岡山市瀬戸町沖・総社）
- 広島（広島 - 安佐南区・呉・広島西 - 佐伯区）
- 福山（福山・三次・三原）
- 徳山（徳山 - 周南市横浜・岩国）
- 山口下関（下関・山口・宇部・萩）

### 九州北
- 北九州（小倉 - 小倉南区・八幡・小倉北 - 戸畑区・行橋）
- 飯塚（飯塚・宗像・福岡東-粕屋町）
- 博多（福岡および福岡北 - 博多区・福岡西・福岡南町）
- 筑紫野（大牟田・久留米・大川 - 大木町・筑紫野）
- 佐賀（鳥栖・唐津・佐賀・武雄）
- 佐世保（佐世保 - 黒髪町・福江・壱岐・佐世保北 - 小佐々町臼の浦免）
- 長崎（長崎 - 時津町・諫早・長崎南・島原）
- 中津（中津・日田・別府 - 杵築市）
- 大分（大分 - 王子中町・佐伯・大分南 - 横田）

### 九州南
- 熊本（熊本 - 長嶺東・熊本西 - 平成・玉名・阿蘇 - 大津町）
- 八代（八代・天草・人吉）
- 宮崎（宮崎・都城）
- 延岡（延岡・日向）
- 鹿児島（鹿児島 - 桜ヶ丘・鹿屋・奄美・薩摩川内・国分・指宿・鹿児島西 - 永吉）
- 沖縄（那覇・名護・沖縄・宜野湾・宮古島）

## 提供番組
特に記述の無い番組はTBS系。
現在
- 情報プレゼンター とくダネ!（フジテレビ系列）[注釈 1]
- 情報ライブ ミヤネ屋（読売テレビ制作・日本テレビ系列）2023年4月より、月曜日の全国放送枠で提供。
- SPORTS X（BS朝日）
- グッド!モーニング（テレビ朝日）テレビ朝日・ABCテレビ・名古屋テレビの共同制作となる日曜日の全国放送枠のみで、『サンデーLIVE!!』からの継続提供。

過去
- ここがポイント!!池上彰解説塾（テレビ朝日系列、2014年4月 - 2015年3月）
- 池上彰のニュースそうだったのか!!（テレビ朝日系列、2015年4月 - 2016年3月）
- アッコにおまかせ!（1985年10月 - 2020年3月）[注釈 2]
- みのもんたの朝ズバッ!→朝ズバッ!（隔日）
- あさチャン!（隔日）
- 笑っていいとも!（秋田テレビ）
- 笑っていいとも!増刊号（サガテレビ）
- TBSラジオ エキサイトベースボール（TBSラジオ、金・土曜日分に提供）
- THE フィッシング (テレビ大阪制作・テレビ東京系列)
- ビートたけしのTVタックル（テレビ朝日系列、2012年4月 - 2014年3月）
- 長野祐也の政界キーパーソンに聞く（アール・エフ・ラジオ日本他）[注釈 3]
- 3分間で奇跡を起こせ!ウルトラマンDASH（日本テレビ系列、2012年元日に放送）
- 夢対決2012 とんねるずのスポーツ王は俺だ!スペシャル（テレビ朝日系列、2012年1月2日に放送）
- 中居正広の金曜日のスマたちへ 新春SP（2012年1月6日に放送）
- 林修の今でしょ!講座（テレビ朝日系列、2016年4月 - 提供終了時期未定）
編成上の都合により、これって私だけ?2時間SPまたは3時間SP（朝日放送制作同局系列）やそんなコト考えた事なかったクイズ!トリニクって何の肉!?3時間SP（同局制作同局系列）など、同枠の振替特番内にて流れた場合もある。火曜がサッカー日本代表戦の中継になる場合はさらに別日に振替されたケースもある。
- サンデーLIVE!!（テレビ朝日・ABCテレビ・名古屋テレビの共同制作）2024年4月から9月の最終回まで、8時10分頃の全国放送枠で提供したが、『グッド!モーニング』でも継続提供。

## CM
- テレビ・ラジオのCM（TBS系列中心）も配置薬が中心。
- テレビCMは1984年より放映され、2015年ごろまで約31年にわたり吉沢京子がイメージキャラクターを務めていた。ラジオCMではテレビで放送されなくなった後も吉沢の声が使われ、TBSラジオなどJRN系列の「ミュージックハイウェイ」ではカウキャッチャーなどで長年放送されていた。
- 現在は松岡修造がイメージキャラクターを務めている[いつ?]。
- ドラッグセイムスでプライベートブランド製品をPRする店内放送のナレーションは山崎和佳奈が務めている。